# Џек Картрајт
Џек Картрајт (енгл. Jack Cartwright; Гледстон, 22. септембар 1998) аустралијски је пливач чија специјалност је пливање слободним стилом на 100 и 200 метара. 

## Каријера
Међународну каријеру започео је на Светском првенству за јуниоре у Сингапуру 2015. где је као члан аустралијске штафете на 4×100 слободно освојио златну, а на 4×100 мешовито сребрну медаљу. 
На сениорским такмичењима дебитовао је на светском првенству у Будимпешти 2017. где је наступио у три дисциплине. У трци на 100 слободно пласирао се у финале где је са временом од  48,24 секунди заузео 7. место. Пливао је и у штафетним тркама на 4×100 слободно, где је остао без пласмана пошто је аустралијска штафета дисквалификована због неправилности током последње измене, и на 4×200 слободно где су Аустралијанци заузели укупно 4. место (Картврајт је пливао у обе трке). 